# Pseudotomus
Pseudotomus és un gènere extint de mamífers rosegadors de la família dels isquiròmids que visqueren a Nord-amèrica durant l'Eocè, fa entre 33,9 i 50,5 milions d'anys. Se n'han trobat restes fòssils al Canadà i els Estats Units.